# Deep Cheep
Deep Cheep (ook bekend als Deep-Cheep) is een personage rond de Mario-reeks.

## Karakteromschrijving
Deep Cheep is een groene Cheep Cheep met witte haartjes en rode ogen. Hij is een vijand van Mario die hem voltdurend stalkt door de onderwaterlevels van New Super Mario Bros. en New Super Mario Bros. Wii heen. Die twee spellen waren tot nu toe ook de enige spellen waar hij in voor kwam. Verder is Deep Cheeps karakter hetzelfde als van een normale Cheep Cheep.